# Jossyp Kossonohow

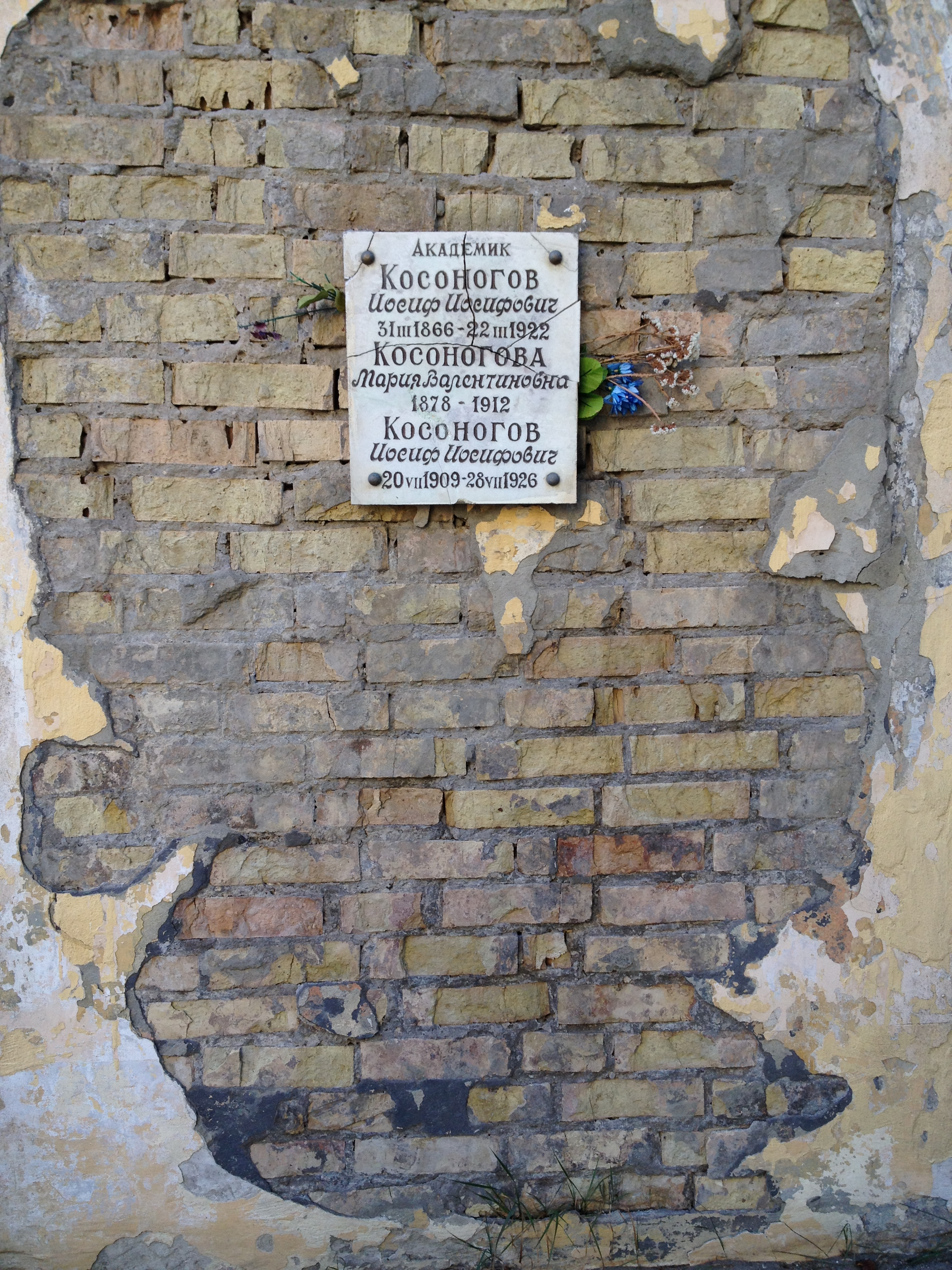
Gedenktafel für Jossyp Kossonohow und Familie an deren Krypta auf dem Kiewer Baikowe-Friedhof

Jossyp Jossypowytsch Kossonohow (* 19. Märzjul. / 31. März 1866greg. in Kamensk-Schachtinski, Oblast des Don-Heeres, Russisches Kaiserreich; † 22. März 1922 in Kiew, Ukrainische SSR) war ein ukrainischer Physiker, Geophysiker und Meteorologe.

## Leben
Kossonohow absolvierte 1889 sein Studium an der St.-Wladimir-Universität in Kiew. Nachdem er dort 1901 seine Diplomarbeit verteidigte, wurde er zum außerordentlichen Professor für Physik ernannt und nach seiner Promotion 1904 wurde er ordentlicher Professor. An der Universität wurde er Leiter der physikalischen Labore und des Meteorologischen Observatoriums sowie der Abteilung für physische Geographie.
1922 wählte man ihn zum Akademiemitglied der Allukrainischen Akademie der Wissenschaften. Er starb im selben Jahr in Kiew und wurde dort auf dem Baikowe-Friedhof bestattet.

## Hauptwerke
- Atmosphärische Elektrizität und Erdmagnetismus, 1898
- Zur Frage über Dielektrika, 1901
- Optische Resonanz als Ursache selektiver Reflexion und Absorption von Licht, 1903
- Experimentelle Methoden der Bestimmung des Dielektrizitätszahl, 1903
- Basis der Physik, 4. Auflage 1914[1]

## Ehrungen
- 1905 Sankt-Stanislaus-Orden 2. Klasse
- 1909 Orden der Heiligen Anna 2. Klasse
- 1912 Kaiserlicher Orden des Heiligen und Apostelgleichen Großfürsten Wladimir 4. Klasse[1]